# 오넬리 페레스
오넬리 페레스(Oneli Pérez, 1983년 5월 26일 ~ )는 도미니카 공화국의 야구 선수이다

## 한국 프로 야구 시절
오넬리 페레스는 2011년 한화 이글스의 용병으로 합류되었다. 오넬리 페레스 자신은 한국에서 50세이브도 자신있다고 말했지만 실제로는 초라한 성적을 기록했다. 오넬리의 기록은 27경기에서 4승 1패 6세이브 1홀드에 방어율 5.83을 기록하는 데 그쳤다. 블론세이브가 5개나 됐고, 좌타자를 상대로 치명적인 약점을 보였다.
불안 불안한 오넬리는 보직을 마무리에서 중간계투로 다시 중간계투에서 패전처리 투수로 보직을 옮겼다. 한 기자가 한대화 감독에게 오넬리 페레스의 정확환 보직이 무엇이냐고 물었는데, 한대화 감독은 오넬리의 보직은 4번타자라고 말했다.
(오넬리는 지난 2011년 6월 12일 4번타자 최진행 대타로 나와서 타격을 한 적이 있는데, 한대화 감독의 말은 이것을 두고 한 것이다. )
그 후에도 오넬리는 계속 불안했으며, 결국에는 2011년 6월 27일에 웨이버로 공시되어 방출되었다. 그 후 한화 이글스는 대체 선수로 데니 바티스타를 영입하였다.